# فطريات طبية

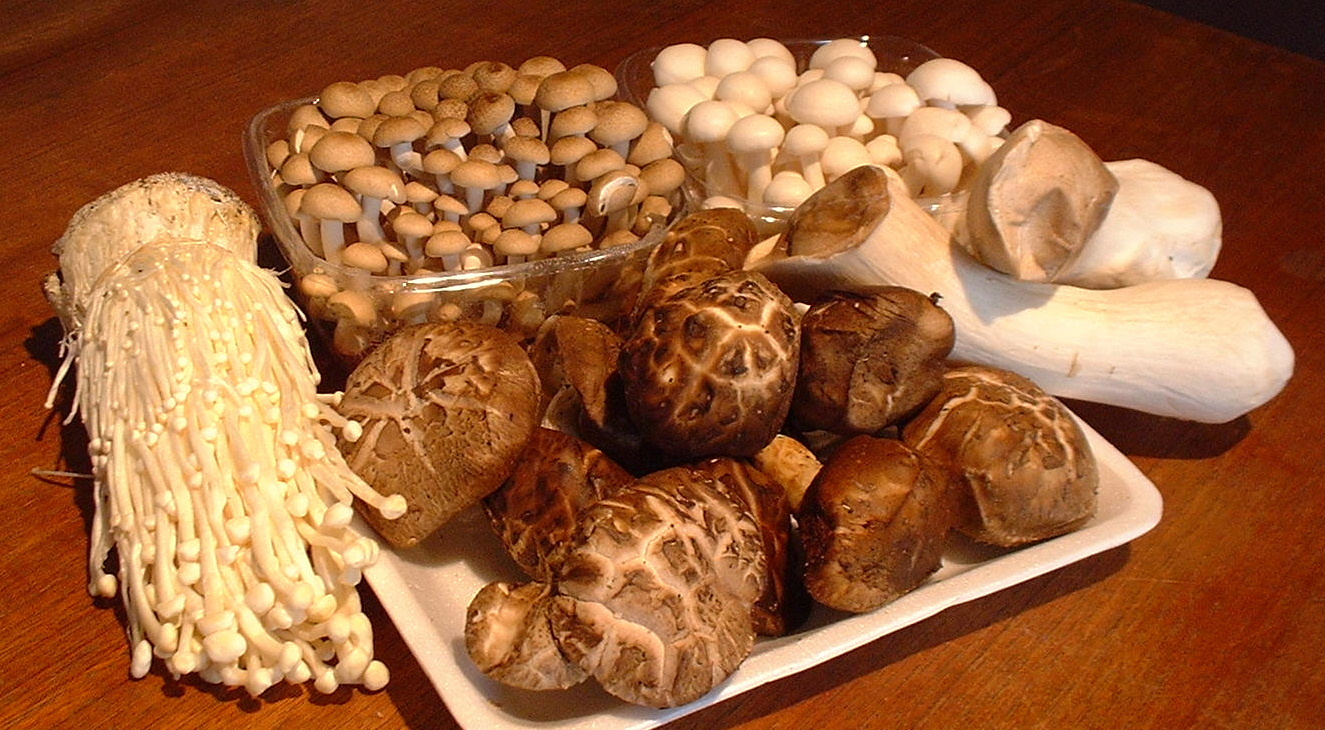

الفطريات الطبية (بالإنجليزية: Medicinal fungi)‏ هي تلك الفطريات التي تنتج نواتج هامة طبيا أو يمكن أن تتسبب في إنتاج مثل هذه المستقلبات باستخدام التكنولوجيا الحيوية.
و مجال المركبات النشطة طبيا التي تم تحديدها يشمل المضادات الحيوية والأدوية المضادة للسرطان ومثبطات الكولسترول والمؤثرات العقلية وأدوية كبت المناعة وحتى مبيدات الفطريات. على الرغم من الاكتشافات الأولية تركز على عفن بسيط من النوع الذي يسبب تلف المواد الغذائية فإنه في وقت لاحق تم العمل على مركبات مفيدة عبر مجموعة واسعة من الفطريات.

## التاريخ
على الرغم من أن المنتجات الفطرية تم استخدامها في الأدوية التقليدية والشعبية وربما منذ ما قبل التاريخ إلا أن القدرة على تحديد الخصائص المفيدة ومن ثم استخراج العناصر النشطة بدأ مع اكتشاف البنسلين من قبل ألكسندر فلمنغ في عام 1928. ومنذ ذلك الوقت، تم اكتشاف العديد من المضادات الحيوية الإضافية وتم استغلال إمكانية الفطريات في تجميع الجزيئات النشطة بيولوجيا المفيدة في مجموعة واسعة من العلاجات السريرية.
البحوث الدوائية نجحت في عزل مضادات الفطريات ومضادات الفيروسات ومضادات الأوالي من الفطريات. الفطر الذي له على الأرجح أطول سجل استخدام كدواء هو فطر الغانوديرما الواضح المعروف باللغة الصينية ك«لينغ جي» («نبتة الروح») وباللغة اليابانية ك«منينتاكي». في اليابان القديمة، كان فطر الغريفولا الخوصي يساوي وزنه في الفضة على الرغم من عدم وجود فوائد علاجية هامة له ثبت تأثيرها على البشر. فطر شاغا مائل كان يستخدم في روسيا في وقت مبكر من القرن ال16، وورد ذكره في رواية جناح السرطان لألكسندر سولجنيتسين.
كما استخدمت في العديد من التقاليد الطب الشعبي لعلاج مجموعة واسعة من الأمراض. وقد أثبتت البحوث وجود مجموعة من المركبات الهامة علاجيا في مجموعة من أنواع الأشنات ولكن يعتقد أن لا شيء حاليا قيد الاستخدام في الطب السائد.

## الخمائر
ويستخدم الفطر السكيري صناعيا لإنتاج لايسين الأحماض الأمينية، فضلا عن البروتينات المؤتلفة الخاصة بالإنسولين والمستضد السطحي لإلتهاب الكبد ب. وتستخدم الخمائر المعدلة وراثيا لإنتاج مادة الأرتيميسينين فضلا عن عدد من نظائر الأنسولين. وتستخدم المبيضات صناعيا لإنتاج فيتامينات حمض الاسكوربيك والريبوفلافين. ويستخدم فطر البيشيا لإنتاج حمض تريبتوفان الأميني وفيتامين البيريدوكسين. ويستخدم فطر المتوردة لإنتاج الحمض الأميني فينيل ألانين. ويستخدم فطر المونيليلة صناعيا لإنتاج سكر الكحول المسمى الإريثريتول.